# Active TV
Active TV byla česká televizní stanice, která začala vysílat 22. dubna 2013 v multiplexu 3, na kterém vysílání ukončila, aby uvolnila místo pro televizní stanici Kino Barrandov. Poté se přesunula na multiplex 4. Televize byla v minulosti kritizována a též pokutována Radou pro rozhlasové a televizní vysílání.
Dne 1. 6. 2015 Active TV ukončila své vysílání v multiplexu 4 a na satelitu.

## Pokuty
Televize Active TV dostala v květnu 2013 pokutu od Rady pro rozhlasové a televizní vysílání z důvodu podvodu ve hře Sexy výhra, kde soutěžící několikrát zavolali správnou odpověď, kterou ale moderátorka, dle pokynu z režie, neuznala. Výše pokuty je 50 000 Kč.
Rada pro rozhlasové a televizní vysílání (RRTV) na zasedání 5. 11. 2013 rozhodla o pokutě 10 tisíc Kč společnosti TV CZ s.r.o., provozovateli ACTIVE TV, za porušení ustanovení § 49 odst. 1 písm. c) zákona č. 231/2001 Sb. Dne 5. 8. 2013 v čase od 6.00 do 7.35 hodin vysílal na ACTIVE TV teleshopping inzerující erotické služby. Toto je v rozporu s povinností v době od 6.00 do 22.00 hodin nezařazovat reklamu a teleshopping na erotické služby a výrobky.

## Pořady
- Sexy výhra / Chatlinka – interaktivní soutěž. Moderátorka zde položí jednoduchou otázku a pomocí telefonátu na ni divák odpovídá. Tento pořad často obsahoval pro děti a mladistvé nevhodný obsah. Cena hovoru je 90 Kč/min.[6]
- Kvíz – pořad obdobný Sexy výhře, ovšem bez nevhodného obsahu. Cena hovoru je 70 Kč/min.
- Cenokat – podobně jako v teleshoppingu je zde vystavena položka, jejíž cena se po dobu pořadu snižuje. V tomto pořadu se nepřepojuje do studia.
- Ezo TV – interaktivní ezoterický pořad. Cena hovoru 70 Kč/min.[7]